# Enoch-Widman-Viertel
Das Enoch-Widman-Viertel ist ein Stadtteil der kreisfreien Stadt Hof in Bayern.

## Lage und Geschichte
Das Viertel erstreckt sich unterhalb des Theresiensteins, südlich des Lettenbachs.
Zum Stadtteil gehört die Gemarkung Eichelberg.
Das Enoch-Widman-Viertel ist benannt nach der dortigen Enoch-Widman-Straße mit dem Namensgeber Enoch Widmann, dem früheren Rektor des Hofer Gymnasiums. Die Straße existiert mit diesem Namen seit 1911.
Die Bebauung des Viertels besteht überwiegend aus Villen und Einfamilienhäusern. Im Osten liegt der Campus mit den beiden Hochschulen.

## Öffentliche Einrichtungen
An der Saale befindet sich die Geschäftsstelle der Baugenossenschaft Hof. Auch befindet sich das Sportzentrum am Eisteich im Stadtteil.
Auf dem Campus befinden sich die  Hochschule für Angewandte Wissenschaften und die Hochschule für allgemeine innere Verwaltung, eine Mensa sowie das Institut für Informationssysteme und das sich noch im Bau befindliche Institut für Wasser. 2017 wurde das Digitale Gründerzentrum „Einstein 1“ eröffnet.

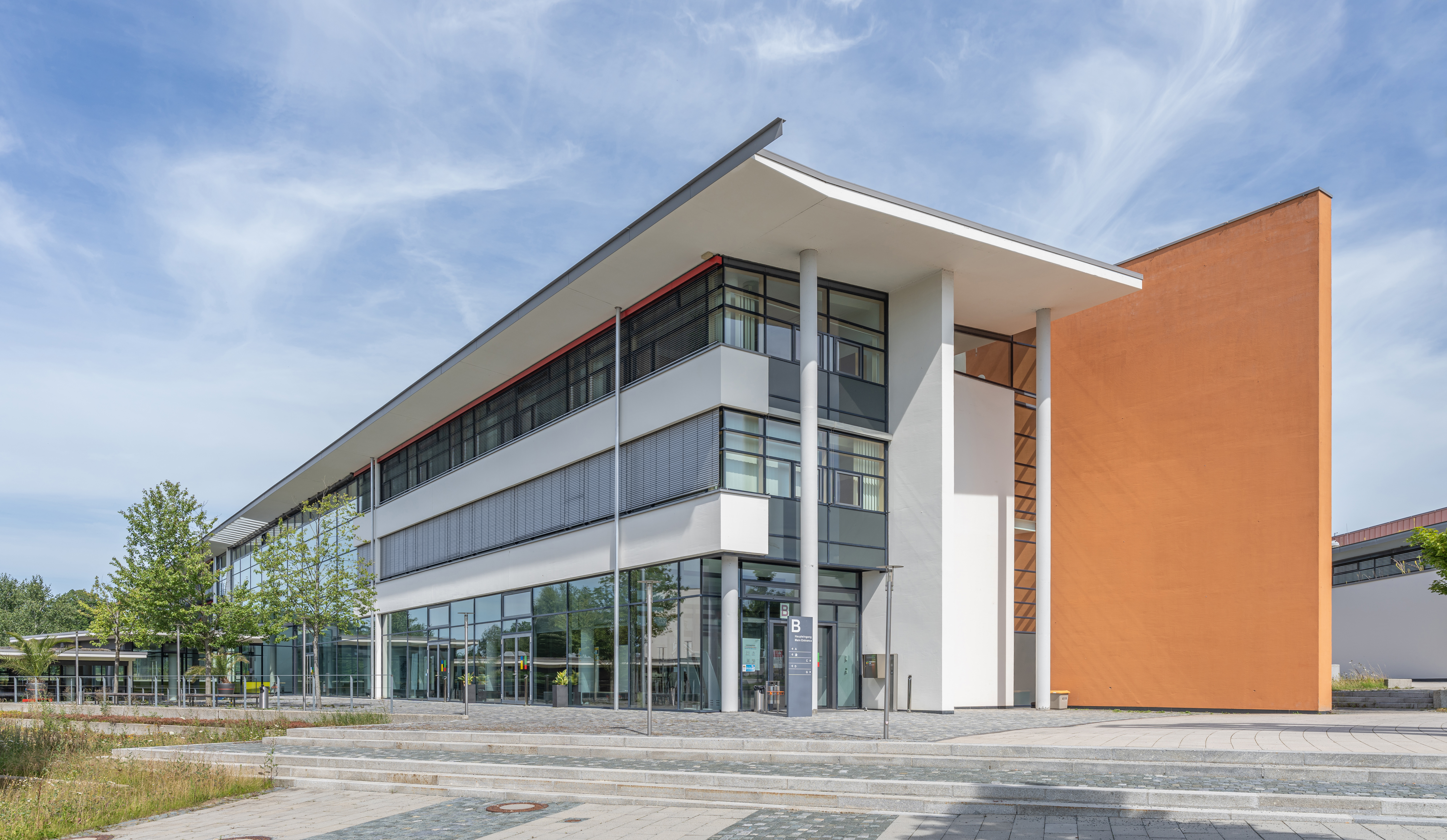
Hochschule für Angewandte Wissenschaften
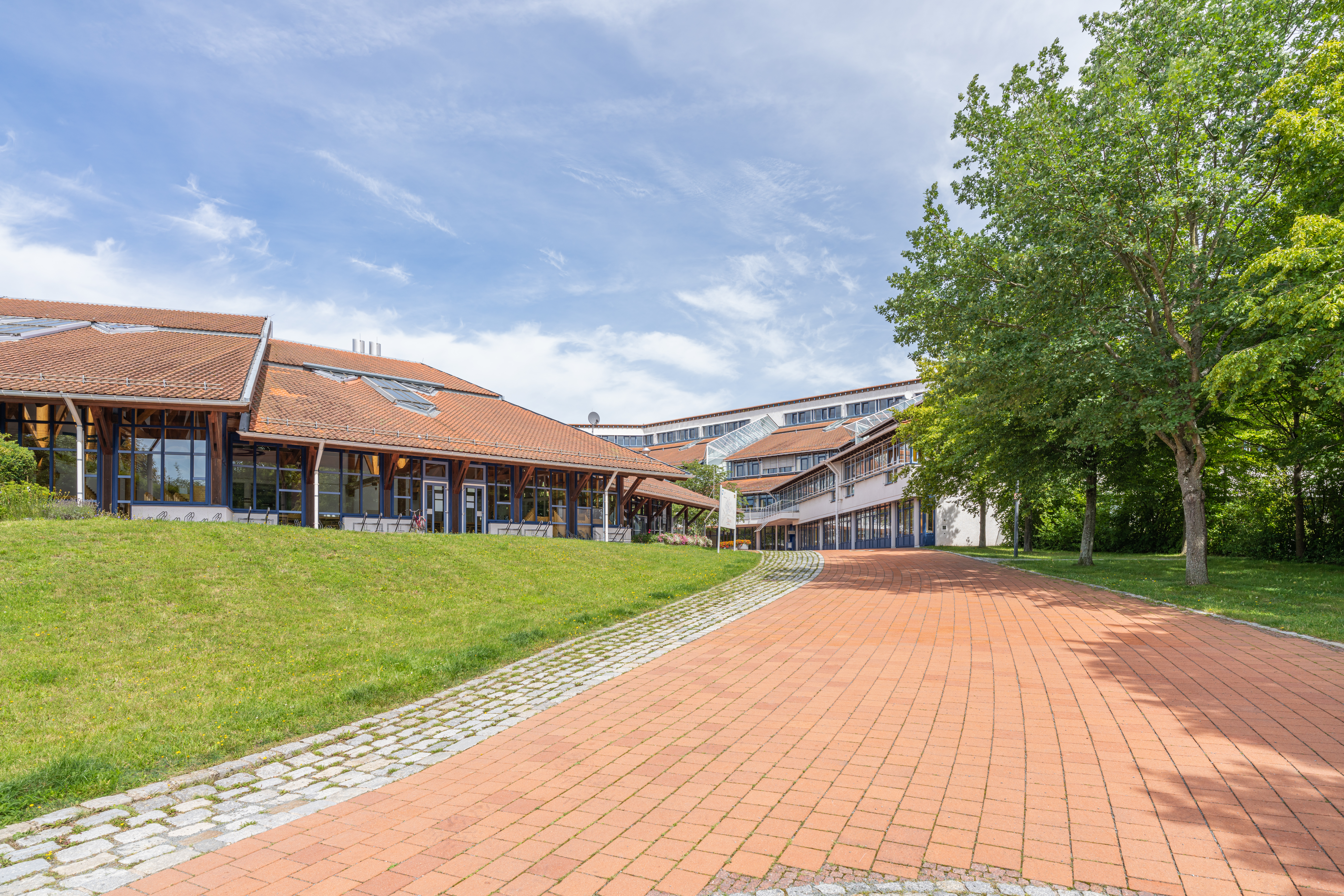
Hochschule für den öffentlichen Dienst
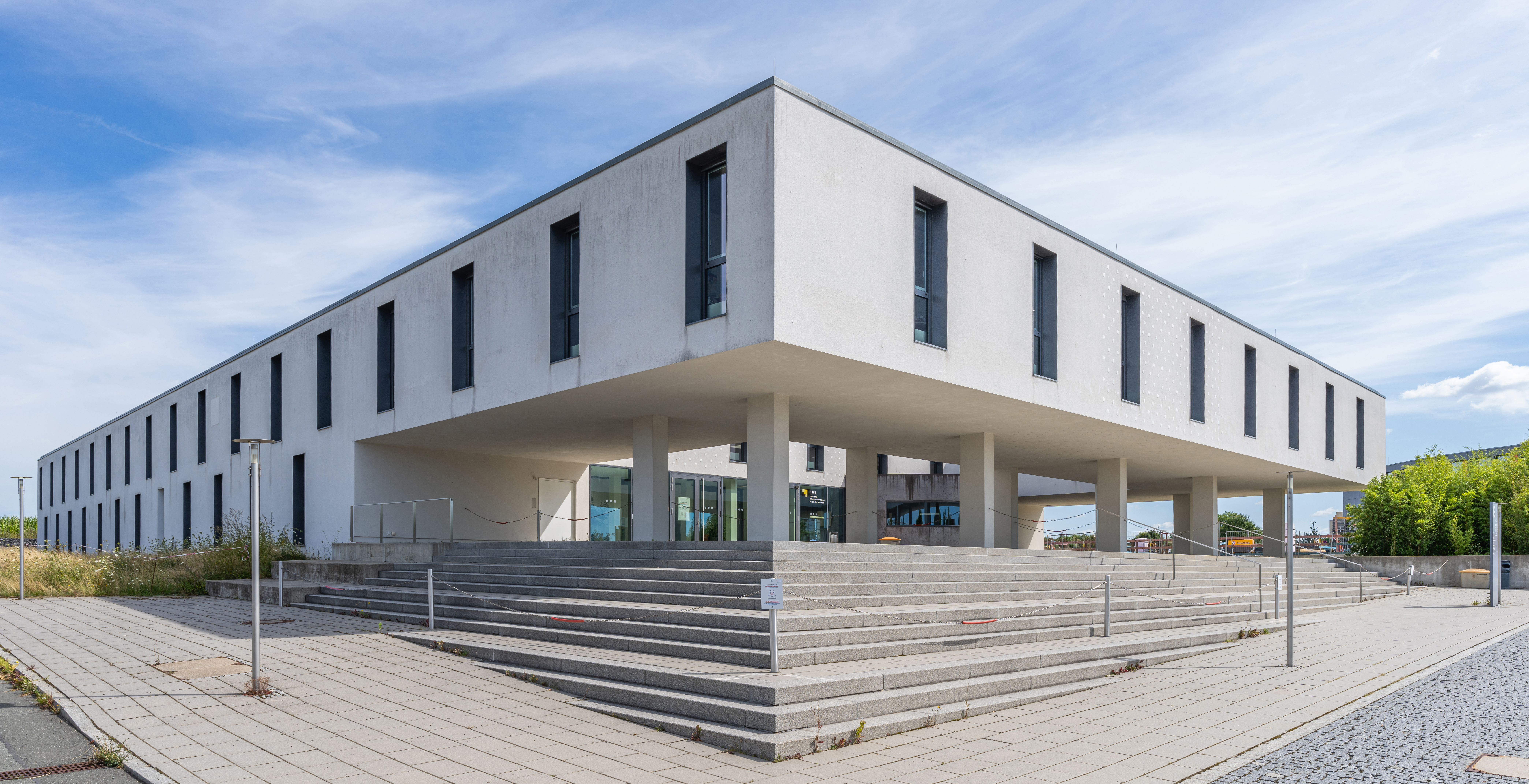
Institut für Informationssysteme
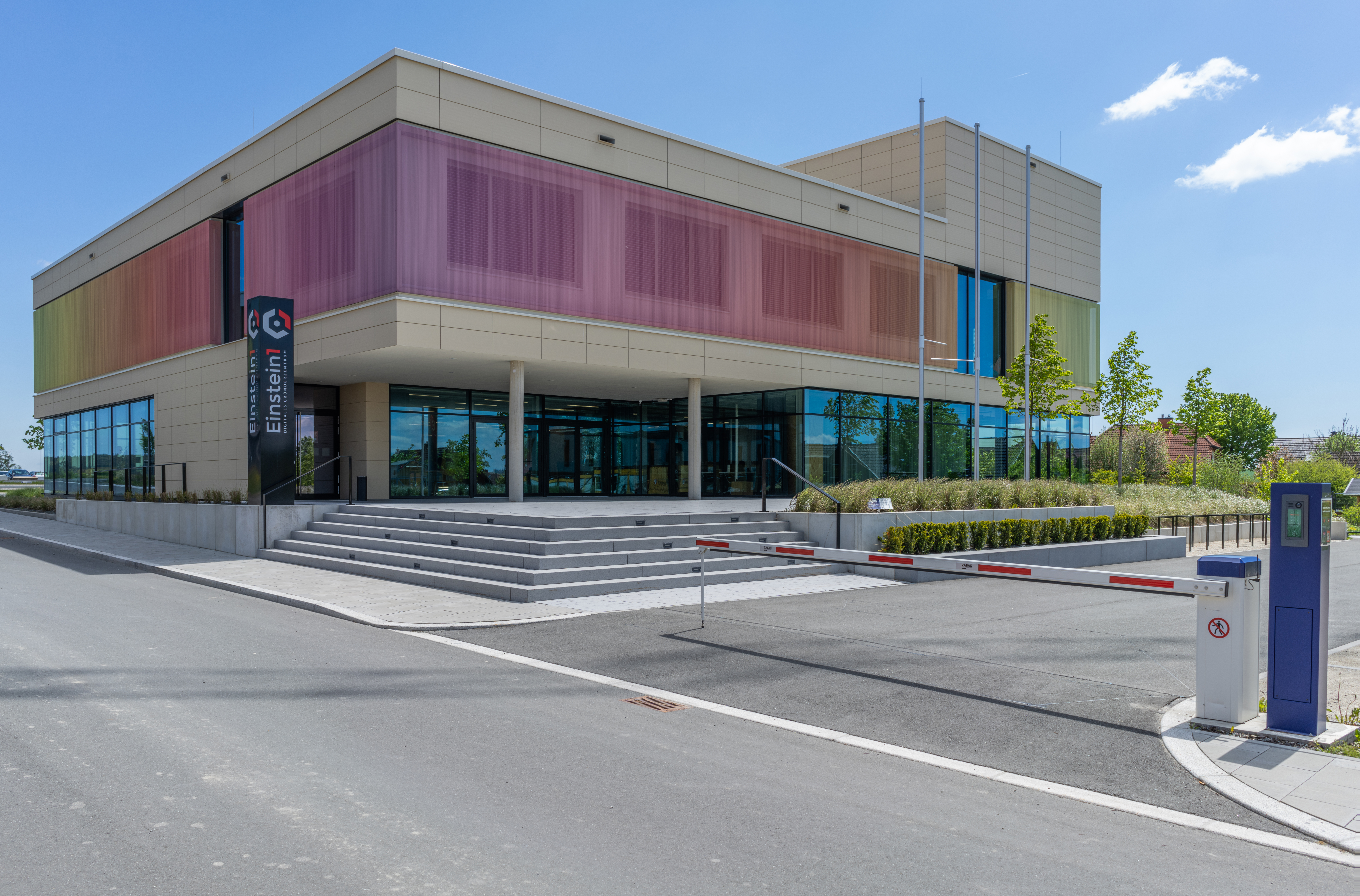
Digitales Gründerzentrum Einstein 1
Die Enoch-Widman-Straße im gleichnamigen Viertel